# Teresa Komorowska-Schielke
Teresa Komorowska, po mężu Schielke (ur. 29 października 1958 w Zabrzu) – polska koszykarka, występująca na pozycjach silnej skrzydłowej lub środkowej, dwukrotna wicemistrzyni Europy seniorek (1980, 1981), mistrzyni Polski (1978), trenerka koszykarka.

## Kariera sportowa
W reprezentacji Polski wystąpiła 190 razy. Zdobyła dwukrotnie wicemistrzostwo Europy seniorek (1980, 1981), raz wicemistrzostwo Europy juniorek (1977). Ponadto wystąpiła na mistrzostwach Europy seniorek w 1978 (5 miejsce). W 2006 została z reprezentacją Polski wicemistrzynią Europy w zawodach weteranów (tzw. maxibasketball) w kat. +40 lat.
W koszykówkę zaczęła grać w Szkole Podstawowej nr 37 w Zabrzu. Jej pierwszym klubem był MKS Zabrze. W sezonie 1975/1976 została zawodniczką AZS Katowice. Od 1977 była zawodniczką AZS Poznań, występując w barwach tego klubu przez dwanaście sezonów. Zdobyła z tą drużyną mistrzostwo Polski (1978), brązowy medal mistrzostw Polski (1977), a także mistrzostwo Polski juniorek (1977). Była także najskuteczniejszą zawodniczką ligi w 1980, 1981 i 1983. W sezonie 1988/1989 reprezentowała Olimpię Poznań, zdobywając brązowy medal mistrzostw Polski. Następnie występowała w klubach niemieckich - VfL Bochum (1989-1992), NB Oberhausen (1993-1995), a jej ostatnim klubem był BG Dorsten. W tej ostatniej drużynie występowała także jako grający trener. Następnie trenowała inne niemieckie drużyny seniorskie i juniorskie, m.in. z zespołem NB Oberhausen zdobyła mistrzostwo Niemiec w kategorii U-16 w 2008, była też asystentem trenera niemieckiej kadry U-16 na mistrzostwach Europy w 2009. Od 2011 pracuje jako trener w Elly-Heuss-Knapp-Gymnasium w Duisburgu.